# Ramon Sarró i Burbano
Ramon Sarró i Burbano (Barcelona 1900 - 17 de maig de 1993) fou un psiquiatre català.

## Biografia
Fill de metge estudià medicina a la Universitat de Barcelona (1918-1923). Del 1925 al 1927 residí a Viena, on estudià neurologia i psiquiatria a la Universitat, sota Julius Wagner-Jauregg i conegué i tractà l'equip de Sigmund Freud, cosa que li permeté conèixer i aprofundir la psicoanàlisi amb criteris antropològics i obtenir la certificació de l'anàlisi didàctica de Helen Deutsch.
Fou psiquiatre de diverses institucions hospitalàries: Sanatori Psiquiàtric masculí de Sant Boi de Llobregat (1932-1936), Institut Mental de la Santa Creu (Cap de clíniques, 1936-1952) i Cap del Dispensari Central d'Higiene Mental i Toxicomanies de Barcelona (1949-1970). Doctorat el 1931 amb una tesi sobre La psicología de la esquizofrenia. Pensamiento presimbólico y existencia mítica en la esquizofrenia; ajudant de la càtedra de psiquiatria de la primera Universitat Autònoma de Barcelona, sota titularitat d'Emili Mira i López (1933-1938); posteriorment guanyà i exercí la càtedra de psiquiatria de la facultat de Medicina de la Universitat de Barcelona fins a la jubilació (1950-1971). El 1970 fou president del Primer Congrés Internacional d'Història de la Medicina Catalana i el 1987 va rebre la Creu de Sant Jordi de la Generalitat de Catalunya.
Ramon Sarró acompanyà l'activitat professional i docent d'una intensa vida corporativa i social, amb participació en congressos i reunions científiques i amb relacions permanents i sostingudes, com ho demostra la seva correspondència, amb les associacions professionals i els seus directius, principalment espanyols (Francisco Alonso Fernández, Juan José López Ibor, Gregorio Marañón, José Luís Mediavilla), francesos (Enric Ey, Jacques Lacan, André Le Gall, Yves Pelicier), germànics (Ludwig Binswanger, Hubertus Tellenbach) i d'altres països europeus i americans (Jakob Levy Moreno, José Guillermo O. Dick, Grete Bibring). Presidí moltes meses i congressos professionals. Totes aquestes col·laboracions comportaren una llarga sèrie de treballs científics. Com altres personatges rellevants, la seva figura no s'ha vist lliure de polèmica.
Col·leccionista erudit i bibliòfil, va llegar a la Biblioteca de Catalunya els documents personals i d'arxiu i la seva rica col·lecció de llibres.
Es casà amb l'editora Blanca Martín Zamorano, amb qui tingué quatre fills, i després amb la Núria Soldevila Escandón, germana de la Carlota Soldevila.

## Obres
- El sistema mecanico-antropológico de José Letamendi (1963)
- Análisis mitologemático de los delirios esquizofrénicos (1972)
- El hombre Moisés Un egipcio según Freud, La Vanguardia -Fin de semana-, XII, Diumenge 3 Juny 1979
- Conversaciones con Ramón Sarró : psicoanálisis y locura / José Luís Mediavilla (1980)
- De la teoría mitologemática al homo demens (1994)
- Mito y delirio, cartas de Ramón Sarró / José Luis Mediavilla (KRK, 2001)
- Mística y delirio / José Luis Mediavilla (KRK, 2008)